# Климент Евров
Климент Ильов Евров е организатор на ученическа революционна организация на ВМРО, жертва на политическия терор в Социалистическа Република Македония.

## Биография
Климент Евров е роден на 20 юли 1927 година в град Струга, тогава в Кралство Югославия. По време на Българското управление на Вардарска Македония през Втората световна война Климент Евров е член на „Бранник“. От 1945 година учи в Охридската гимназия, където с Крум Миладинов, Кирил Мойсов, Томе Пулейков, Петър Пулейков, Наум Деребанов, Йоне Кочо, Милан Кутавоски, Кольо Жупановски и други организират група на ВМРО. Скоро след това се обединяват с другата подобна група на Саво Коцарев, Никола Метулев и Петър Мостров и към тях се присъединява Ташко Кръстевски, бивш ръководител на ученически група на ВМРО в Битолската гимназия. Основната им цел е да извоюват независимост на Македония под протектората на САЩ, включително чрез въоръжена акция. През 1947 година групата е разкрита от югославската тайна полиция, ръководителите и са осъдени. Климент Евров получава присъда от 8 години затвор и лежи в концлагерите Идризово, Отешево, Берово, и край Белград, а през 1953 година е амнистиран.